# Kali (Chorwacja)
Gmina Kali (chorw. Općina Kali) – miejscowość i gmina w Chorwacji, w żupanii zadarskiej. W 2011 roku liczyła  1638 mieszkańców.